# Łobki (obwód kurski)
Łobki (ros. Лобки) – wieś (ros. деревня, trb. dieriewnia) w zachodniej Rosji, w sielsowiecie salnowskim rejonu chomutowskiego w obwodzie kurskim.

## Geografia
Miejscowość położona jest nad rzeką Niemieda, 6,5 km od centrum administracyjnego sielsowietu salnowskiego (Salnoje), 12,5 km od centrum administracyjnego rejonu (Chomutowka), 124 km od Kurska.
W granicach miejscowości znajduje się ulica Oziornaja (7 posesji).

## Historia
Do czasu reformy administracyjnej w roku 2010 wieś Łobki wchodziła w skład sielsowietu prilepowskiego, który w tymże roku został włączony w sielsowiet salnowski.

## Demografia
W 2010 r. miejscowość liczyła sobie 11 mieszkańców.